# Faro di Tiberio
Il faro di Tiberio, talvolta indicato come faro di villa Jovis o come torre del Faro, si ergeva sul monte Tiberio, un'altura dell'isola di Capri. Edificato in epoca romana, con una base di forma quadrangolare, fu sormontato da una torre troncoconica, probabilmente in epoca medievale.

## Storia
(Il poeta romano Stazio si esprime sul faro.)
Il faro fu edificato per volontà dell'imperatore Tiberio, per offrire un punto di riferimento ai naviganti che percorrevano le rotte nel golfo. Esso divenne così parte della rete di comunicazioni luminose del golfo di Napoli, insieme alle torri di segnalazione presenti nelle località di capo Miseno e punta Campanella; in tal senso veniva impiegato un codice, con emissioni di fumo durante il giorno e segnali luminosi, prodotti con l'accensione di fuochi, durante l'oscurità.

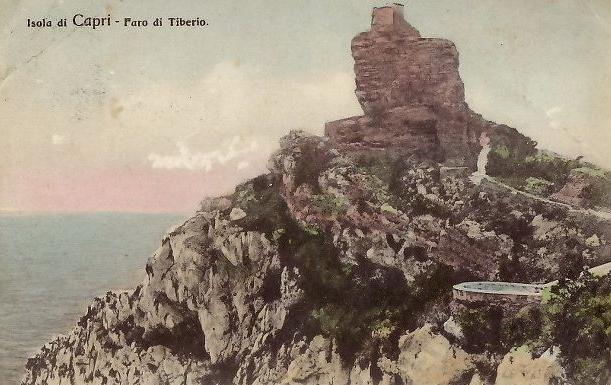
Il faro di Tiberio nell'Ottocento, in una cartolina di Carlo Brogi.

Secondo la testimonianza dello storico romano Svetonio, il faro crollò dopo pochi anni, a causa di un terremoto, e fu ricostruito durante l'età flavia. Fu attivo anche in epoca medievale: secondo una leggenda diffusa in zona era custodito dagli eremiti della adiacente chiesa di Santa Maria del Soccorso.

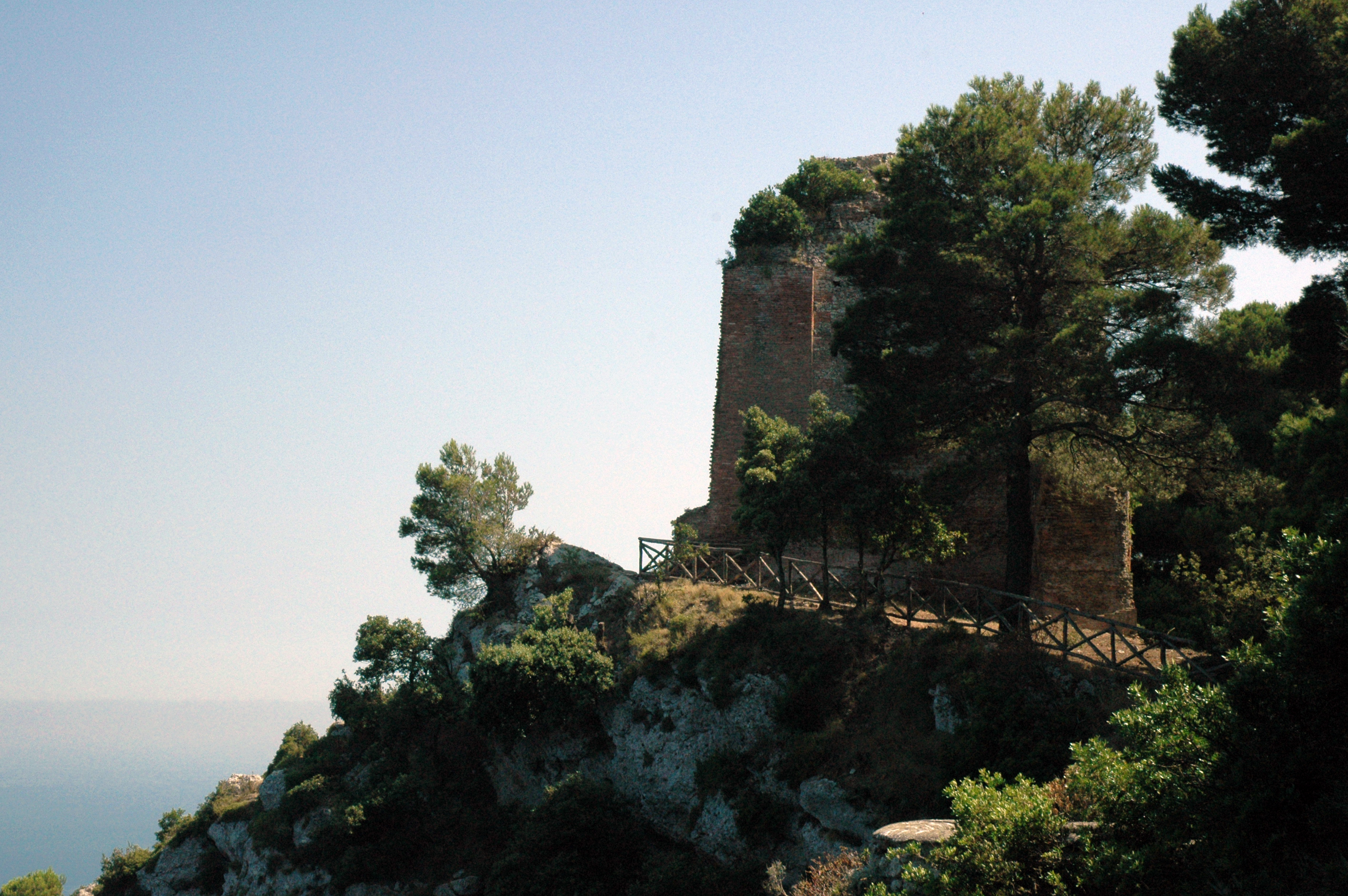
Il faro nel 21º secolo

Il faro di Tiberio, infine, cessò le proprie attività a partire dal XVII secolo, e nell'Ottocento lo storico tedesco Ferdinand Gregorovius lo documentò allo stato di rovina. Fu solo nel XX secolo che, su iniziativa dell'archeologo Amedeo Maiuri, venne intrapresa un'opera di ricerca e scavo sull'intera area di Villa Jovis, portando alla luce la complessa struttura dell'edificio, con il collegamento alla torre di segnalazione; furono rinvenute anche alcune tracce dell'accensione dei fuochi usati per le segnalazioni.
Il successivo restauro ha riportato la torre ad un aspetto per quanto possibile vicino a quello originario.